# Liquid Tension Experiment
I Liquid Tension Experiment sono un supergruppo strumentale progressive metal statunitense, fondato nel 1997 dall'allora batterista dei Dream Theater Mike Portnoy.

## Storia del gruppo

### Anni novanta
Mike Portnoy invitò al progetto il tastierista Jordan Rudess ed il bassista Tony Levin, icona del rock progressivo con i King Crimson. In un video intitolato Liquid Drum Theater, Portnoy affermò che Dimebag Darrell era il chitarrista in cima alle sue preferenze. Tuttavia non poté partecipare a causa di altri impegni, così come altri musicisti (Steve Morse dei Dixie Dregs, Kansas e Deep Purple e Jim Matheos dei Fates Warning). La scelta ricadde allora su John Petrucci, membro dei Dream Theater (nonostante Portnoy volesse mantenere il progetto autonomo dal gruppo). La formazione nacque come progetto parallelo dei Dream Theater nel 1997.
Firmato un contratto con la Magna Carta Records, nel 1998 il quartetto pubblicò l'album omonimo, a cui ha fatto seguito nel 1999 Liquid Tension Experiment 2 e alcuni concerti tenuti a New York, Filadelfia e Los Angeles. Proprio nel 1999, grazie al successo ottenuto dal gruppo (come spiegato nel documentario 5 Years in a LIVETime dei Dream Theater), Petrucci e Portnoy invitarono Rudess ad entrare nei Dream Theater, ponendo così fine ai Liquid Tension Experiment: come spiegato da Portnoy in varie interviste, realizzare un terzo album sarebbe stato vano dal momento in cui tre quarti della formazione erano già membri dei Dream Theater e di fatto le sonorità sarebbero state simili.

### Reunion (2008)
Nel 2007 Portnoy rivelò l'intenzione di voler registrare un terzo album con i Liquid Tension Experiment ma che avrebbe dovuto prima risolvere gli attriti con la Magna Carta Records, loro vecchia etichetta discografica, inizialmente contraria alla reunion; nonostante ciò, il batterista ritornò alla Magna Carta in quell'anno al fine di pubblicare Spontaneous Combustion, album inciso a nome Liquid Trio Experiment e contenente materiale registrato da Levin, Portnoy e Rudess durante le sessioni iniziali di Liquid Tension Experiment 2. Tale disco è stato distribuito il 23 ottobre 2007.
Il 4 ottobre 2007 è stato annunciato che i Liquid Tension Experiment avrebbero aperto il NEARfest nel giugno 2008. Il 29 marzo 2008 sono state annunciate sei date per il giugno del medesimo anno per festeggiare il decennale dalla fondazione del gruppo e per registrare un «esperimento musicale totalmente nuovo». I concerti tenuti dal gruppo nel 2008 a New York e a Los Angeles sono stati rispettivamente pubblicati negli album dal vivo e DVD Live in NYC e Live in LA, usciti entrambi nel 2009. Nel 2009 inoltre è stato pubblicato la raccolta LTE Live 2008, un box set che racchiude un CD di improvvisazioni varie, i due album dal vivo (sia audio che video) e When the Keyboard Breaks: Live in Chicago, disco che racchiude l'intera improvvisazione del gruppo a Chicago il 25 giugno 2008 durante l'assenza di Rudess sul palco a causa di problemi tecnici occorsi sulla sua tastiera e per tale occasione accreditato a nome Liquid Trio Experiment 2.

### Liquid Tension Experiment 3(2020-2021)
Il 17 dicembre 2020 i quattro musicisti hanno annunciato il ritorno in attività del gruppo, diffondendo un trailer su YouTube atto ad annunciare il terzo album in studio. Il 22 gennaio 2021 è stato presentato il singolo The Passage of Time ed annunciato Liquid Tension Experiment 3, pubblicato il successivo 16 aprile e promosso anche dagli altri singoli Beating the Odds e Hypersonic.

## Formazione
- John Petrucci – chitarra
- Tony Levin – Chapman Stick, basso
- Jordan Rudess – tastiera
- Mike Portnoy – batteria, percussioni

## Discografia

### Album in studio
- 1998 – Liquid Tension Experiment
- 1999 – Liquid Tension Experiment 2
- 2007 – Spontaneous Combustion (pubblicato come Liquid Trio Experiment)
- 2021 – Liquid Tension Experiment 3

### Album dal vivo
- 2009 – When the Keyboard Breaks: Live in Chicago (pubblicato come Liquid Trio Experiment 2)
- 2009 – Live in NYC
- 2009 – Live in LA

### Raccolte
- 2009 – LTE Live 2008

### Singoli
- 2021 – The Passage of Time
- 2021 – Beating the Odds
- 2021 – Hypersonic